# Fysiotherapeut

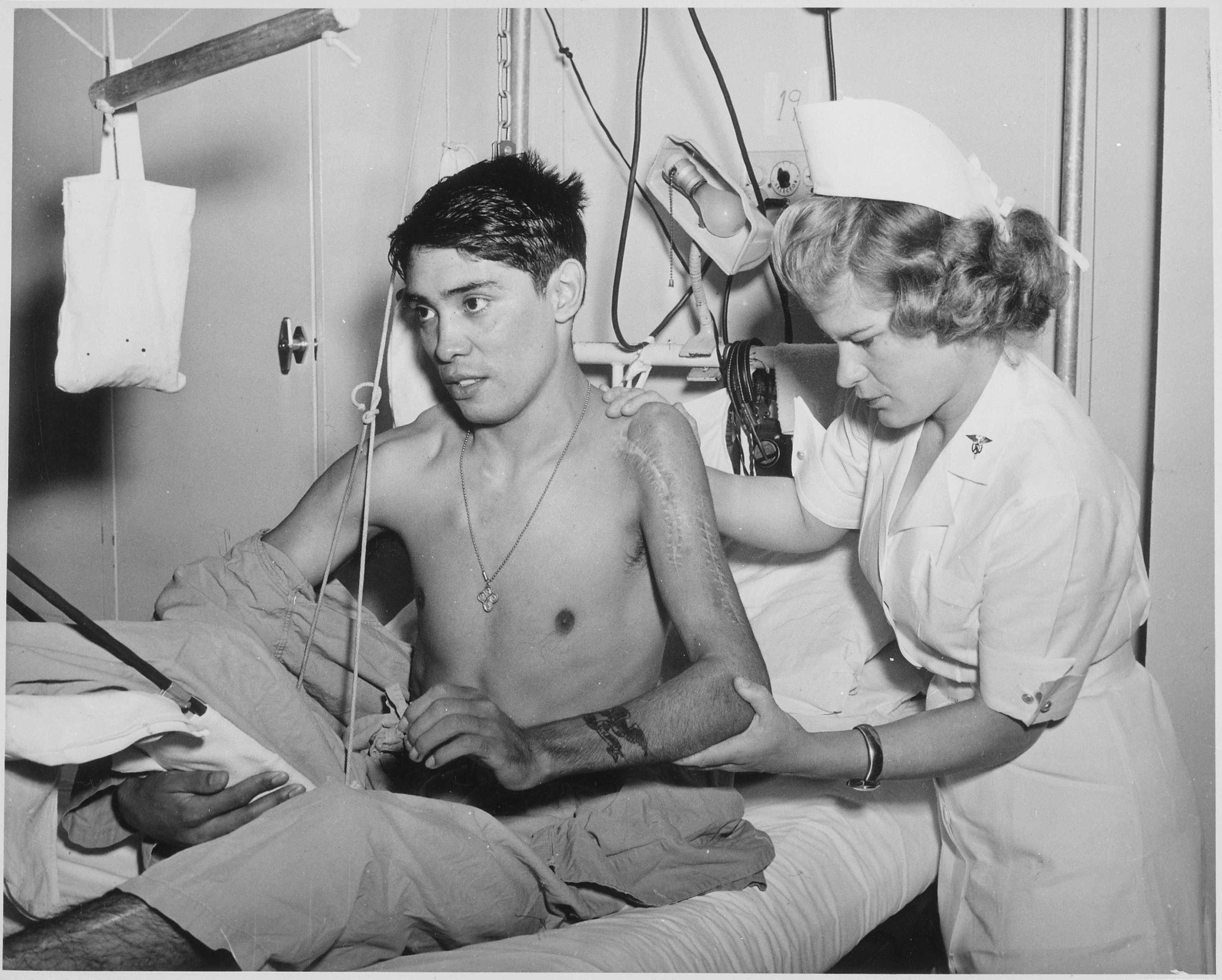
Revalidatie na botbreuk van het opperarmbeen

Een fysiotherapeut, kinesitherapeut, of kinesist laat patiënten met verschillende lichamelijke klachten oefeningen doen die onder de noemer fysiotherapie/kinesitherapie vallen.
Een behandeling begint met een vraaggesprek met de patiënt. Op basis van de verkregen informatie gaat de therapeut over tot onderzoek, stelt een behandelplan op en bespreekt dat met de patiënt. Behandeldoelen worden afgesproken. Dat kan bijvoorbeeld zijn dat gewerkt wordt aan een beter gebruikmaken van het lichaam door gewrichten beweeglijker te maken en pijn te verminderen, opdat de patiënt weer kan werken en sporten.
Fysiotherapeuten zijn onder andere werkzaam in een bewegingshuis, revalidatiecentrum, verpleeghuis en ziekenhuis, maar ook in particuliere praktijken, bij sportverenigingen en in het buitengewoon of speciaal onderwijs.
Het beroep van kinesitherapeut/fysiotherapeut is wettelijk beschermd. 
- Zo zijn Belgische kinesitherapeuten ingeschreven bij het RIZIV.
- Nederlandse fysiotherapeuten zijn ingeschreven in het BIG-register.

## Opleiding

### Nederland
De Nederlandse hbo-opleiding tot fysiotherapeut wordt door veel hogescholen aangeboden en omvat een studietraject van vier jaar. Deze studierichting wordt zowel in voltijd als in deeltijd aangeboden. Binnen de opleiding krijgen de verschillende fysiotherapie methodieken, medisch-biologische vakken en psycho-sociale aspecten de aandacht. De opleiding kent meerdere stagemomenten waarin met de beroepspraktijk wordt kennisgemaakt.
Na het behalen van een bachelor fysiotherapie zijn er verschillende vervolgopleidingen op masterniveau mogelijk. Daarnaast wordt in Nederland aan de Universiteit van Utrecht de opleiding Fysiotherapiewetenschap aangeboden voor afgestudeerde fysiotherapeuten en oefentherapeuten. Bij deze opleiding staat het leren, opzetten, uitvoeren en implementeren van wetenschappelijk onderzoek op het gebied van fysiotherapie centraal.

### Vlaanderen
In Vlaanderen wordt de opleiding Master of science in de revalidatiewetenschappen en kinesitherapie aangeboden aan de universiteiten van Gent, Leuven, Antwerpen,  Hasselt en Brussel. Behalve het toepassen van behandelingen leren de studenten er ook op wetenschappelijke grond behandelingstechnieken en -methoden onderzoeken, beoordelen, vergelijken waarbij 'evidence-based practice' steeds centraal staat.
Sinds het academiejaar 2013-2014 werden alle bacheloropleidingen revalidatiewetenschappen en kinesitherapie (RevaKi) aan de hogescholen ingekanteld binnen de universiteiten. De masteropleiding RevaKi, waarbinnen de student een specialisatie kiest, wordt vervolgens per definitie aan een universiteit afgewerkt. Voor tal van dergelijke afstudeerrichtingen zijn samenwerkingsverbanden tussen de Vlaamse universiteiten.

## Specialisaties
Binnen het domein van de kinesitherapie/fysiotherapie zijn er verschillende specialisaties.
- Musculoskeletale revalidatie: revalidatie van klachten betreffende spieren (musculo) en botten en gewrichten, zowel van de wervelkolom als van de perifere gewrichten (skeletale). Soms wordt binnen deze specialisatie nog onderscheid gemaakt tussen een manueel therapeut en een sportkinesitherapeut. In Nederland is er een verschil tussen een fysiotherapeut en een manueel therapeut. In België worden deze specialisaties officieel niet apart erkend, maar er is in de praktijk wel verschil
- Neurologische revalidatie: revalidatie van personen met een neurologische aandoening zoals Parkinson, Cerebrovasculair accident (CVA, hersenbloeding of herseninfarct) en multiple sclerose
- Cardiale revalidatie: revalidatie van personen met een bepaalde hartaandoening
- Pulmonaire revalidatie: revalidatie van personen met een bepaalde aandoening van het ademhalingsapparaat
- Metabole revalidatie: revalidatie van personen met een metabole aandoening, bijvoorbeeld diabetespatiënten
- Pediatrische revalidatie: revalidatie van kinderen en adolescenten, vaak met aangeboren pathologieën zoals CP (cerebral palsy), spina bifida en mucovicidose
- Psychomotorische revalidatie: revalidatie van personen met psychiatrische aandoeningen evenals van kinderen en jongeren met bepaalde problemen van de motoriek